# Torre de Watkin
La Torre de Watkin era una estructura reticulada de hierro que solo llegó a construirse parcialmente entre 1891 y 1894 en Wembley Park, Londres (entonces en Middlesex). Fue un proyecto ambicioso para crear un mirador de 358 metros (1175 pies) de altura como una atracción turística situada al norte de la capital. La iniciativa, dirigida por el empresario ferroviario Sir Edward Watkin, se anunció como la "'Gran Torre de Londres", y se diseñó para superar la altura de la Torre Eiffel de París, con el propósito de consolidar a Wembley Park como un lugar de recreo. La torre nunca se completó y fue demolida en 1907. El terreno donde se levantó la torre inacabada ahora está ocupado por el Estadio de Wembley, sede de la Selección Nacional de Fútbol de Inglaterra.

## Nombres
Se le dieron numerosos nombres y apodos a la torre, tanto mientras se planificó y se acometió su construcción, como posteriormente. Entre ellos se pueden señalar Torre de Watkin, "Watkin's Folly" (La Locora de Watkin), Torre de Wembley Park, Torre de Wembley, Torre Metropolitana, y "London Stump" (El Tocón de Londres).

## Historia

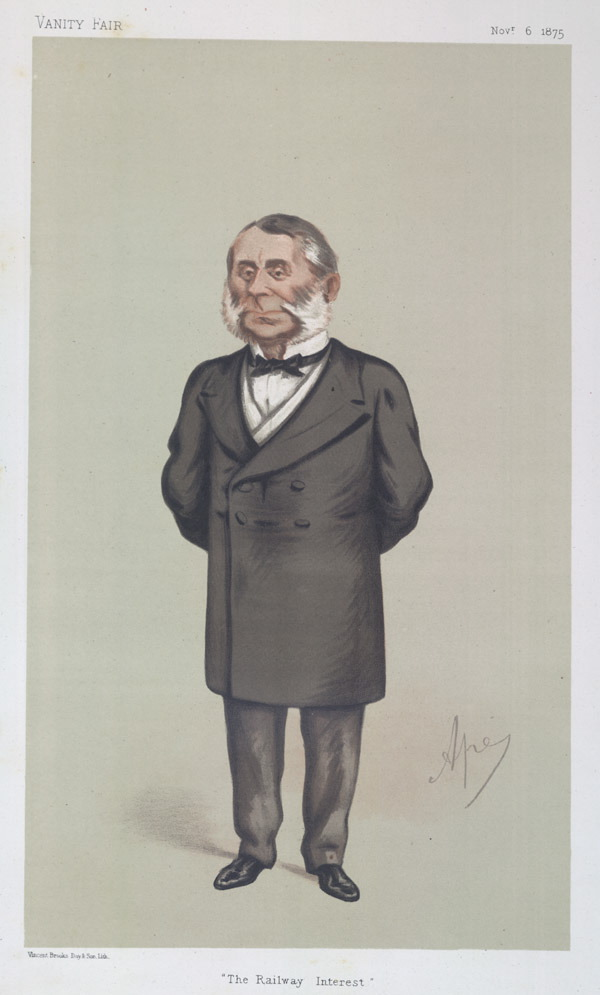
Caricatura de Watkin por "Ape", publicada en Vanity Fair en 1875

Sir Edward Watkin (1819-1901) fue un Miembro del Parlamento británico y empresario ferroviario, conocido por ser presidente de nueve compañías ferroviarias diferentes. Era un visionario ambicioso, y presidió proyectos de ingeniería ferroviaria a gran escala para cumplir con sus aspiraciones comerciales. Comenzó a trabajar en la construcción de un túnel bajo el Canal de la Mancha, con el objetivo de conectar sus líneas a la red de Francia, y abrió con éxito la Línea Principal del Gran Central. Aunque su proyecto del túnel del canal fracasó en 1881, Watkin siguió siendo un infatigable innovador, inspirado por grandes proyectos que podrían hacer crecer su imperio ferroviario.
Entre sus numerosos nombramientos ejecutivos ferroviarios, fue presidente del Ferrocarril Metropolitano (MR), una empresa de transporte de Londres por entonces en expansión que más adelante se convertiría en la Línea Metropolitana del actual sistema del Metro de Londres. Watkin estaba ansioso por atraer más pasajeros a sus trenes, y había decidido extender agresivamente su red ferroviaria hacia Buckinghamshire. También consideró el transporte de los londinenses al campo como una oportunidad comercial y necesitaba una gran atracción para desplazar a las multitudes fuera de la ciudad y subirlas a sus trenes. Con este fin, compró un terreno cerca de una aldea rural de Middlesex llamada Wembley, adyacente a la ruta del Ferrocarril Metropolitano, con el objetivo de construir un parque de atracciones con lagos para navegar, una cascada, jardines ornamentales (el terreno del parque había sido anteriormente ajardinado por Humphry Repton y era conocido como Wembley Park) en el siglo XVIII), y campos de cricket y de fútbol. El elemento más sobresaliente del parque de atracciones de Watkin sería una elevada torre de metal que ofrecería vistas panorámicas del campo circundante, situada a tan solo 12 minutos de la Estación de Baker Street.
El público, que pagaba por entrar al parque, debía acceder a Wembley Park y su torre en tren, a través de la nueva estación de Wembley Park que el Ferrocarril Metropolitano había construido especialmente para llegar hasta allí, incorporando andenes adicionales para poder transportar eficazmente a las grandes multitudes que Watkin anticipó con confianza que acudirían en masa a disfrutar de la nueva zona recreativa. La estación se abrió en abril de 1893.

### Diseño y construcción

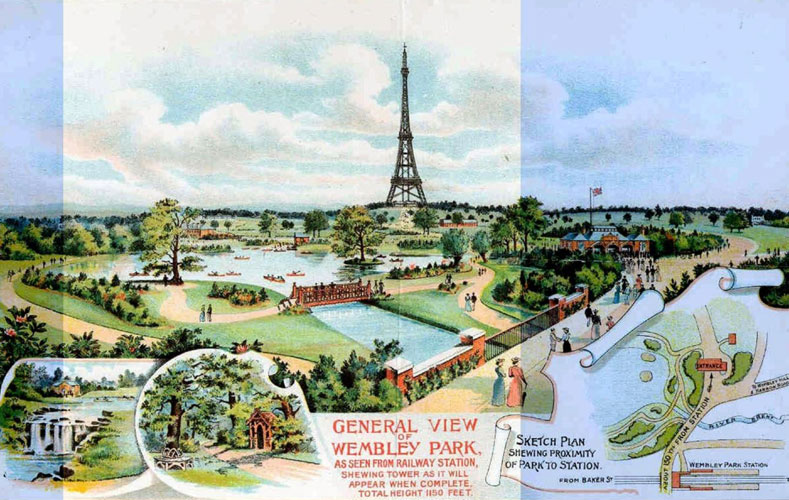
Vista del parque una vez que se hubiese terminado la torre

Inspirado por la construcción de la Torre Eiffel en París, Francia, Watkin invitó al propio Gustave Eiffel a diseñar la torre, pero el francés se negó, respondiendo que si él diseñara la torre, los franceses "no me considerarían tan buen francés como espero que sea".
En 1890 se llevó a cabo un concurso de arquitectura y se presentaron un total de 68 diseños. Algunas de las propuestas más exóticas incluyeron una torre de un millón de libras inspirada en la Torre de Pisa; una estructura con "un paracaídas cautivo para cuatro personas"; y una torre con un ferrocarril en espiral trepando por su exterior. Un diseño incluía un modelo a escala 1/12 de la Gran Pirámide de Guiza, concebido como una "colonia de vegetarianos aéreos, que cultivarían su propia comida en jardines colgantes".
La propuesta ganadora, la número 37, fue presentada por Stewart, MacLaren y Dunn de Londres. Propusieron una torre de metal de 1200 pies (366 m) con ocho patas, 45,8 metros (150 pies) más alta que la Torre Eiffel, que por entonces medía 312,2 metros (1024 pies). Tendría dos plataformas de observación, cada una con restaurantes, teatros, salas de baile y exposiciones; invernaderos; baños turcos y un hotel de 90 habitaciones. La parte superior de la torre, a la que se podría subir mediante un sistema de ascensores, serviría como sanatorio por su aire fresco y como observatorio astronómico, aprovechando el aire más claro que ofrecía la altitud. Toda la estructura iba a ser iluminada con luz eléctrica.
Watkin formó una empresa para administrar el proyecto, la International Tower Construction Company, y para supervisar la construcción nombró a Benjamin Baker, un ingeniero civil que participó en el diseño del puente de Forth y de la presa baja de Asuán. Después del lanzamiento de una suscripción pública fallida, la empresa solo pudo continuar el proyecto con sus propios fondos. Watkin encargó una modificación del proyecto, y el diseño octogonal se redujo a un diseño más económico de cuatro patas, que se parecía mucho más a la Torre Eiffel. Los cimientos se colocaron en 1892 y el trabajo de construcción comenzó en junio de 1893. Al mismo tiempo, el parque circundante comenzó a diseñarse con un campo de cricket y un lago para embarcaciones de remos, listo para los primeros visitantes.

### Apertura y demolición

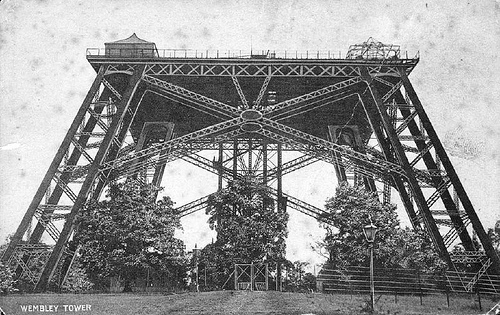
La primera y única plataforma completada de la Torre de Wembley de Watkin (c.1900)

Wembley Park se abrió oficialmente al público en mayo de 1894, aunque la construcción de la torre aún estaba en curso y la primera etapa aún no se había concluido. Sin embargo, el parque atrajo a 12.000 visitantes durante 1895 y estaba demostrando ser una atracción popular para los londinenses. En septiembre de 1895 se completó la primera etapa de la torre, con una altura aproximada de 47 metros (154,2 pies). En ese momento, el trabajo estaba retrasado debido a que Watkin se jubiló por problemas de salud. Pronto se descubrió que los cimientos de la estructura eran inestables: la reducción en el número de patas de la torre, llevada a cabo para reducir costos, había resultado en un aumento de la presión en cada pata, lo que estaba causando subsidencias.
Durante los años siguientes, la empresa constructora experimentó problemas para financiar el proyecto y entró en un proceso de liquidación voluntaria en 1899. El trabajo se detuvo y la torre nunca se completó. Watkin murió en 1901, y con la construcción detenida, el lugar se cerró al público al año siguiente por inseguro. Entre 1904 y 1907, toda la estructura de la torre construida hasta el momento se demolió usando dinamita.
A pesar del fracaso y de la destrucción de la atracción principal de Watkin, Wembley Park continuó prosperando como un popular lugar de recreo, ofreciendo fútbol, críquet, ciclismo, remo, atletismo y, en invierno, patinaje sobre hielo en el lago helado. A finales de la Primera Guerra Mundial, más de cien clubes deportivos utilizaban las instalaciones de Wembley. Para recuperar sus pérdidas, la empresa de construcción de la torre recurrió a la construcción de viviendas y se reincorporó como la Wembley Park Estate Company en 1906, diseñando el barrio de Wembley con viviendas exclusivas y un campo de golf.
Después de la Primera Guerra Mundial, Wembley fue seleccionado como el emplazamiento de la Exhibición del Imperio Británico de 1924, de forma que el terreno del parque se compró a la compañía del Ferrocarril Metropolitano. Entre los pabellones y salas diseñados para la exposición por John William Simpson, Maxwell Ayrton y Owen Williams, se encontraba un gran estadio deportivo, el Estadio de la Exhibición del Imperio Británico con capacidad para 125.000 personas, posteriormente conocido como el Estadio de Wembley. Fue construido en el lugar que había ocupado la Torre de Watkin, cubriendo sus cimientos, y se inauguró en 1923. Más adelante se convertiría en la sede de la Selección de fútbol de Inglaterra. Cuando se reconstruyó el estadio original en 2000-2003, el rebaje del nivel de la cancha provocó que salieran a la luz los cimientos de hormigón de la antigua Torre de Watkin en la zona situada por debajo de las Torres Gemelas del nuevo estadio.

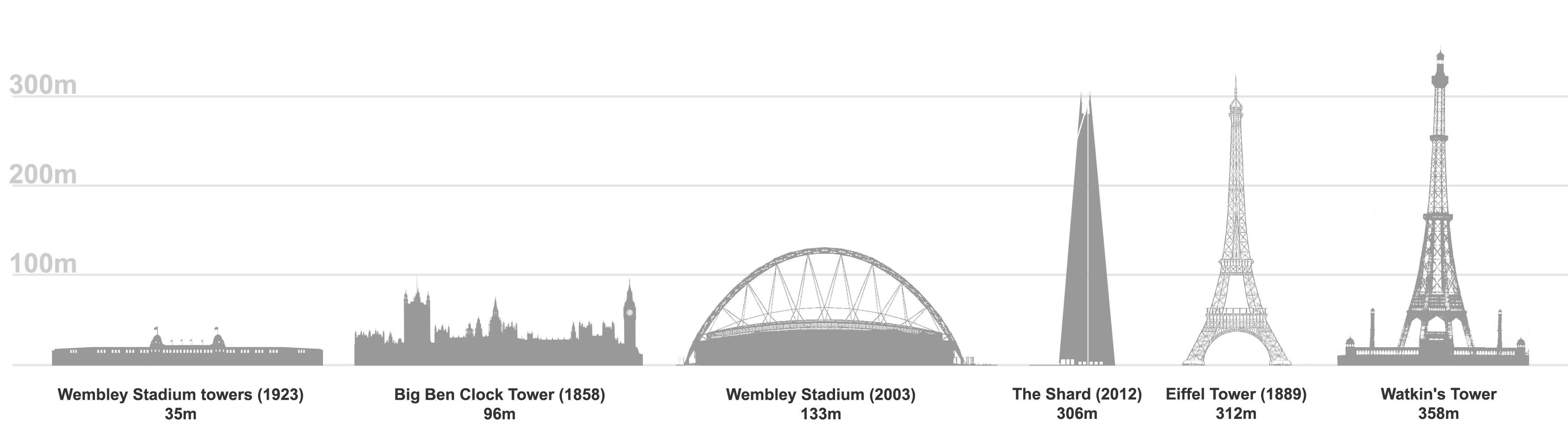
Un diagrama comparativo de la Torre de Watkin con la Torre Eiffel y con algunos edificios de Londres

## Legado

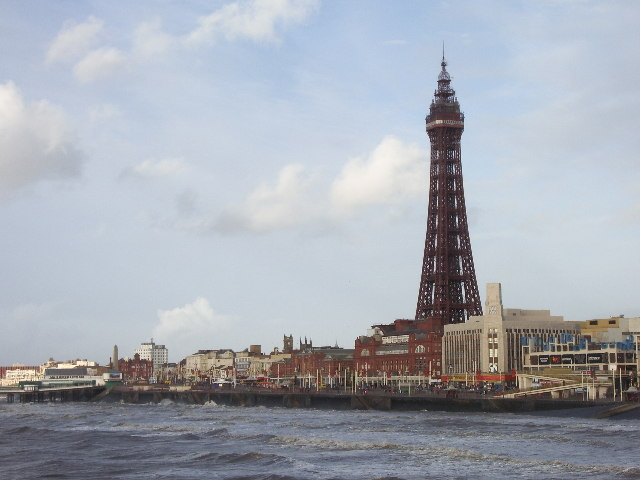
Torre de Blackpool (erigida en 1894)

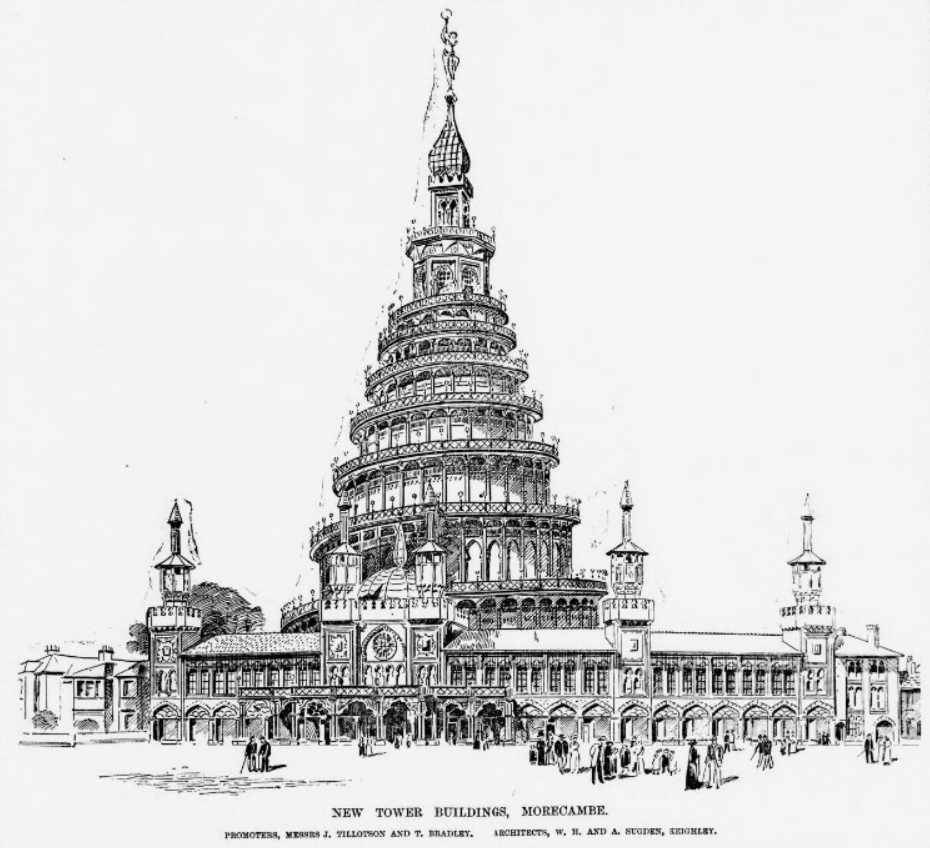
Proyecto original de la Torre de Morecambe, desmantelada durante la Primera Guerra Mundial para fabricar armas con su estructura metálica

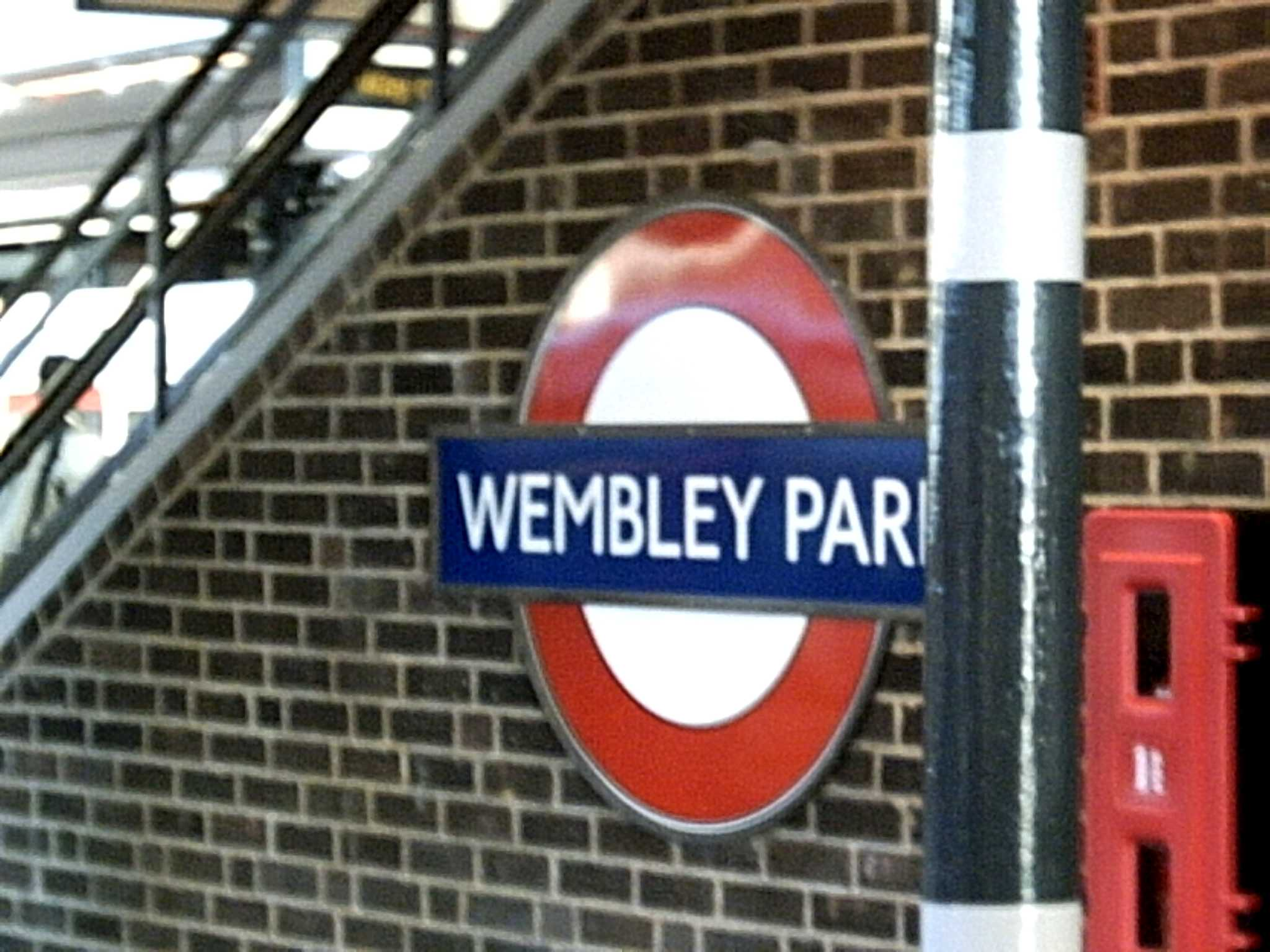
Estación de Wembley Park, originalmente abierta para llevar a los visitantes a la Torre de Watkin

La Locura de Watkin no fue el último intento de construir una torre británica notable. En el noroeste de Inglaterra también se erigieron la Torre de Blackpool (1894), la Torre de New Brighton (1896) y la de Morecambe (1898), aunque solo queda en pie la de Blackpool.
Aunque la torre de Watkin ya no existe, Wembley Park continúa atrayendo a grandes multitudes a los eventos deportivos y musicales celebrados en el Estadio de Wembley, y sirvió como sede tanto para los Juegos Olímpicos de Londres 1948 como para los de 2012. La estación construida por el Ferrocarril Metropolitano permanece en servicio hasta el día de hoy, proporcionando un importante enlace de transporte para las multitudes que acuden a Wembley a través de las Líneas Metropolitana y Jubilee del Metro de Londres.
La historia de la Torre de Watkin fue relatada brevemente en el documental de la BBC de 1973 Metro-land, narrado por el poeta John Betjeman. En el programa, Betjeman describía la visión de Watkin de crear una maravilla de la ingeniería en una zona rural poco conocida al norte de Londres:

Más allá de Neasden había una aldea sin importancia donde durante años el Metropolitano no se detenía: Wembley. Campos fangosos y granjas de hierba. Entonces, de la niebla surgió el sueño de Sir Edward Watkin: una Torre Eiffel para Londres.

El programa también mostró algunos de los diseños fallidos de la torre. El guion de Metro-land se puede encontrar en Betjeman's England, una colección de escritos de John Betjeman publicados en 2009.
La historia de la Torre de Watkin también se exhibe en el Museo Brent, ubicado en la Biblioteca Willesden Green. Anteriormente, el museo disponía de un juego que retaba a los visitantes a construir una torre sobre un suelo vibratorio antes de que se derrumbara, aunque se eliminó en la renovación de la biblioteca realizada en 2015.